# Damn Yankees
Damn Yankees (bra: O Parceiro de Satanás; prt: Brincadeiras do Diabo) é um filme estadunidense de 1958, do gênero comédia romântico-musical, dirigido por George Abbott e Stanley Donen para a Warner Bros, com roteiro de Abbott baseado em seu musical Damn Yankees (criado em parceria com Douglass Wallop, Richard Adler e Jerry Ross), por sua vez baseado no romance The Year the Yankees Lost the Pennant, de Wallop.
Trata-se de uma versão moderna da lenda de Fausto ambientada em 1950, envolvendo as equipes de beisebol Washington Senators e New York Yankees.

## Sinopse
Torcedor decepcionado com seu time de beisebol faz um pacto com o Diabo para a equipe conquiste o título da temporada.